# Flaschengarten

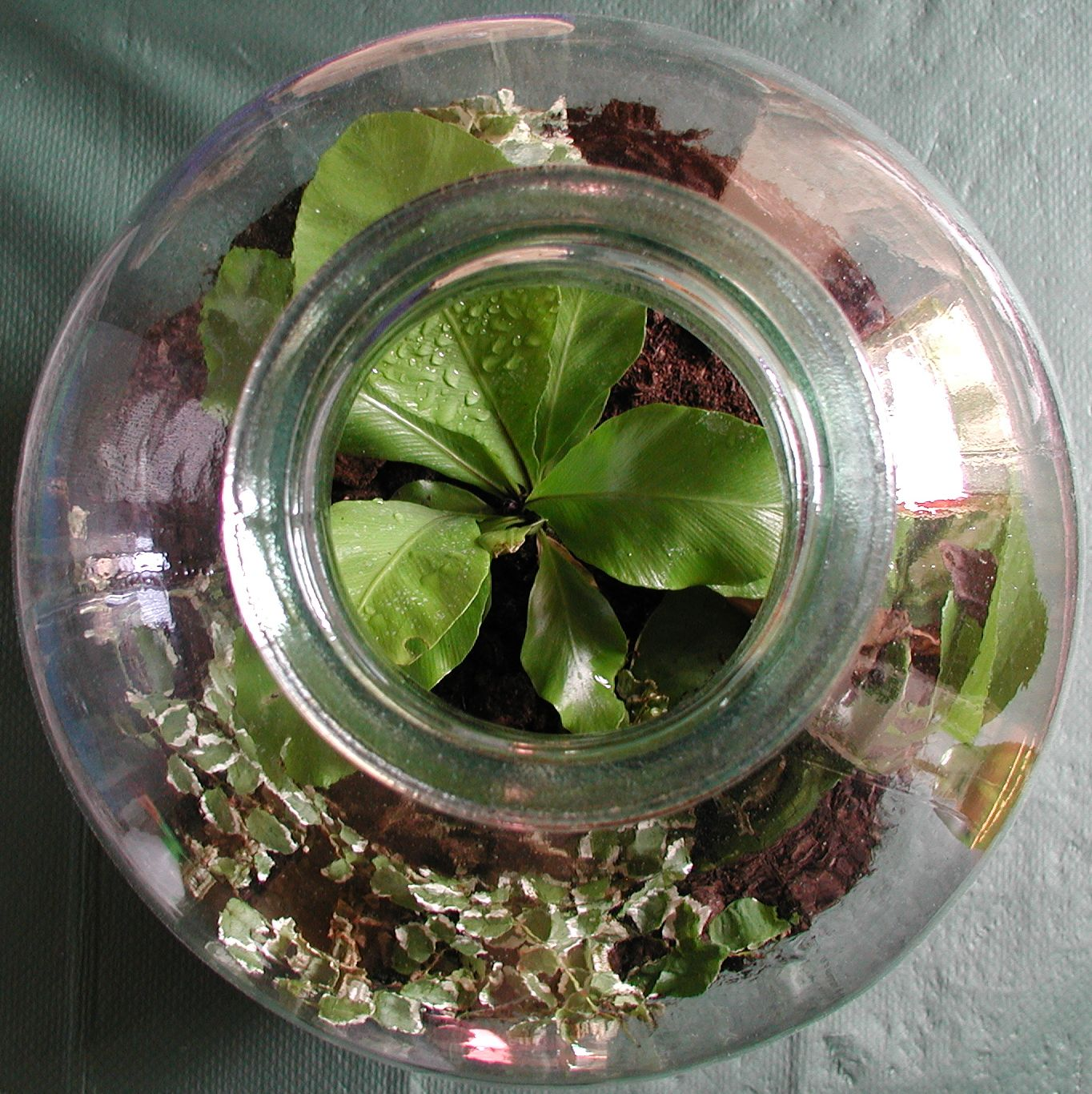
Flaschengarten geöffnet, von oben gesehen

Ein Flaschengarten ist ein kleines Ökosystem in einer Flasche oder einem ähnlichen Glasbehälter, bestehend aus einem Substrat, Pflanzen, Mikroorganismen, Luft und Wasser. Eine besondere Variante davon ist die Hermetosphäre, die unter anderem luftdicht verschlossen wird und besonders wartungsarm ist. Flaschengärten und Hermetosphären basieren – wie auch Gewächshäuser, Terrarien und Aquarien – auf dem Wardschen Kasten. Auch wenn die Begriffe Flaschengarten und Hermetosphäre nicht gleichbedeutend sind, werden sie auch synonym benutzt.
Ein Flaschengarten bietet ein feucht-tropisches Klima und kann darum besonders schöne, exotische Pflanzen beherbergen. Geeignet sind zum Beispiel Bromelien, Moose, Farne, Insektivoren und diverse subtropische und tropische Arten wie Calanthen oder andere Orchideen. Die Pflanzen müssen gesund, kräftig und dürfen nicht mit Schädlingen befallen sein. Vorteilhaft ist eine Drainage beispielsweise aus Blähton, um faulende Wurzeln zu vermeiden.
Soll der Behälter luftdicht verschlossen werden, ist darauf zu achten, dass nicht zu viel Wasser eingefüllt wurde. Die Wände des Gefäßes sollten nicht stark beschlagen.
Der Behälter wird an einer hellen, aber sonnengeschützten und nicht zu warmen Stelle aufgestellt, etwa an einem Nordfenster. Eine echte Hermetosphäre muss jahrelang nicht gegossen oder gedüngt werden (bei den meisten Pflanzen ist dies nie nötig). Als Miniaturausgabe des Ökosystems der Erde funktioniert sie genauso wie ihr großes Vorbild: Das Wasser verdunstet und schlägt sich wieder nieder. Tagsüber verbraucht die Pflanze Kohlendioxid bei der Photosynthese, nachts dagegen Sauerstoff.